# Semiana
Semiana ist eine Gemeinde (comune) in der Provinz Pavia mit 198 Einwohnern (Stand 31. Dezember 2023) in der südwestlichen Lombardei im Norden Italiens. Die Gemeinde liegt etwa 33,5 Kilometer westsüdwestlich von Pavia in der Lomellina.